# Sociedad Internacional de Energía Solar
La Sociedad Internacional de Energía Solar (ISES, del inglés International Solar Energy Society) es una organización que promueve la educación en el uso e implementación de energías renovables, sobre todo energía solar.
Fundada en 1954, su sede se encuentra en la ciudad de Friburgo de Brisgovia en Baden-Wurtemberg (Alemania). Cuenta con miles de miembros en más de 100 países.

## Sede
La villa Tannheim en Friburgo de Brisgovia es la sede de la Sociedad Internacional de Energía Solar (ISES). El edificio data de la época del Imperio alemán. La villa está considerada un ejemplo modélico de edificio energéticamente eficiente: aislamiento en la construcción, colectores de energía solar, y calefacción con pellets de madera.

## Funcionamiento
Los miembros de ISES han llevado a cabo la investigación que ha ayudado al crecimiento de la industria de las energías renovables. La sociedad ayuda a sus miembros globales a proporcionar las respuestas técnicas para acelerar la transformación al 100% de energía renovable a través de sus programas de intercambio de conocimientos y desarrollo comunitario.
ISES participa en el proyecto Intelligent Energy Europe de la Unión Europea.